# Библиография на Джоди Лин Най
Това е списък с произведенията на английски и на български език на американската писателка на произведения в жанровете „фентъзи“ и „научна фантастика“ Джоди Лин Най, публикувани от 1987 до 2020 година.

## Серии

### Кивотът на Тейлър (Taylor's Ark)
Научнофантастични романи за д-р Шона Тейлър и нейните четирикраки асистенти.
1. Taylor's Ark (1993)
2. Medicine Show (1994)
3. The Lady and the Tiger (2004)

### Митология (Mythology)
Фентъзи романи за приключенията на Кийт Дойл – студент от Чикаго в контакт с елфите.
1. Mythology 101 (1990)
2. Mythology Abroad (1991)
3. Higher Mythology (1993)
4. Advanced Mythology (2001)

Първите три романа са издадени в компилацията
- Applied Mythology (2000)

### Съюз на кръстниците феи (Fairy Godmothers' Union)
Фентъзи роман за младежи.
1. The Magic Touch (1996)

### Страната на сънища (Dreamland)
Фентъзи романи за Страната на сънищата, в която отиват всички сънуващи и която е заплашена от унищожение.
1. Waking in Dreamland (1998)
2. School of Light (1999)
3. The Grand Tour (2000)

### Глутницата на Уолф (Wolfe Pack)
Научнофантастичен роман за лейтенант Дейвид Уолф.
1. Strong Arm Tactics (2005)

- Wolf Pack II: Unconventional Warfare (excerpt) (2005) – откъс от втория роман от серията

### Неочаквано момиче за чирак (An Unexpected Apprentice)
Фентъзи романи за приключенията на хобитката Тилди Самърби, принудена да стане чирак при известен магьосник.
1. An Unexpected Apprentice (2007)
2. A Forthcoming Wizard (2009)

### Грифън Маккендълс (Griffen McCandles)
Фентъзи романи за Грифън Маккендълс – играч на хазарт от Ню Орлиънс и неговите контакти с драконите.
3. Dragons Deal (2010) – с Робърт Асприн
4. Robert Asprin's Dragons Run (2013)

### Ярки искри / Лунен лъч (Bright Sparks / Moon Beam)
Научнофантастични романи в сътрудничество с Травис Ш. Тейлър
1. Moon Beam (2017)
2. Moon Tracks (2019)

### Желание върху звезда (Wishing on a Star)
Младежки фентъзи роман за намиращата се в затруднение поп звезда Селина и връзките ѝ с кръстниците феи.
- Wishing on a Star: Best Wishes (2015) – роман, в антология „Wishing on a Star“ (съст. Анджелина Адамс и Джоди Лин Най)

### Зант (Xanth)
Фентъзи книги-игри в създадения от Пиърс Антъни свят на Зант.
- Encyclopedia of Xanth (1987)
- Ghost of a Chance (1988)
- Piers Anthony's Visual Guide to Xanth (1989) – справочник, с Пиърс Антъни

### Вселената на Федерацията на Разумните планети (Federated Sentient Planets Universe)

#### Драконовите ездачи на Пърн (Dragonriders of Pern)
2 книги-игри и 1 справочник за Пърн – света, създаден от Ан Маккафри.
- Dragonharper (1987) – с Ан Маккафри
- Dragonfire (1988) – с Ан Маккафри
- The Dragonlover's Guide to Pern (1989) – справочник
- The Impression (1989) – разказ, с Ан Маккафри, в „The Dragonlover's Guide to Pern“

#### Ирета (Ireta): Планетарни пирати (Planet Pirates)
„Смъртта на съня“ е научнофантастичен роман, написан в сътрудничество с Ан Маккафри. Това е втората книга в трилогията „Планетарни пирати“ и продължава поредицата „Ирета“, която Маккафри започва с „Динозавърска планета“ през 1978 г.
2. The Death of Sleep (1990)
Романът е включен в компилацията
- The Planet Pirates (1993) – с Ан Маккафри и Елизабет Мун

#### Корабите, които... / Умните кораби (The Ship Who... / Brainships)
Серия от научнофантастични романи с главни действащи лица – киборги, чието начало е поставено от Ан Маккафри с романа ѝ „The Ship Who Sang“ през 1969 г.
5. The Ship Who Won (1994) – с Ан Маккафри
6. The Ship Errant (1996)
Двата романа са издадени в компилацията
- The Ship Who Saved the Worlds (2003)

### Дюна (Doona)
Научнофантастични романи, написани в сътрудничество с Ан Маккафри, за планетата Дюна и за две цивилизации, които случайно, при почти идентични обстоятелства – свръхлетаргично население и трагична история с извънземни, се опитват да колонизират една и съща планета.
2. Crisis on Doona (1992)
3. Treaty at Doona (1994), изд. и като Treaty Planet (1994)
Двата романа са издадени в компилацията
- Doona (2004)

### Митологични приключения (Myth Adventures)
Романи от фентъзи серията, създадена от с Робърт Асприн, продължена в сътрудничество с него, а след смъртта му през 2008 г. – самостоятелно от Най.
13. Myth-Told Tales (2003) – сборник, съдържащ следните новели:
- Myth Calculations (2003)
- Myth Congeniality (2003)
- Myth-ter Right (2003)

Издаден допълнено през 2007 г., съдържащ и:
- M.Y.T.H. Inc. Proceeds (2007) – разказ
- Myth-Matched (2007) – новела
- Mything in Dreamland (2004) – новела, в антологията „Masters of Fantasy“ (съст. Бил Фосет и Браян Томпсън)

14. Myth-Alliances (2003)
15. Myth-Taken Identity (2004
16. Class Dis-Mythed (2005)
17. Myth-Gotten Gains (2006
18. Myth-Chief (2008
19. Myth-Fortunes (2008)
20. Robert Asprin's Myth-Quoted (2012)
21. Robert Asprin's Myth-Fits (2016)
- M.Y.T.H. Inc. Instructions (2002) – разказ, в романа на Асприн „Something M.Y.T.H. Inc.“ (2002)
- M.Y.T.H. Rule (2015) – разказ, в антологията „A Game of Horns: A Red Unicorn Anthology“ (съст. Лиса Менгъм)

### Хищнически клан (Clan of the Claw)
Междуавторски проект
- Exiled (2011) – антология (съст. Бил Фосет):
  - Cata (2011) – повест, с Джон Ринго
- By Tooth and Claw (2015) – антология (съст. Бил Фосет):
  - Feeding a Fever (2015) – повест

### Серии разкази и новели

#### Вселената на Акорна (Acorna Universe)
Автор: Ан Маккафри
1. Серия Акорна (Acorna):
- Pony Girl (1997) – разказ, в сборника „Anne McCaffrey's The Unicorn Girl: The Illustrated Adventures“

#### Черна вълна се надига (Black Tide Rising)
Автор: Джон Ринго
- Black Tider Rising Short Fiction (междуавторски проект):
  - Staying Human (2016) – разказ, в антологията „Black Tide Rising“ (съст. Гари Пул и Джон Ринго)
  - Ham Sandwich (2019) – новела, в антологията „Voices of the Fall“ (съст. Гари Пул и Джон Ринго)

#### Господари на елементите (Elemental Masters)
Автор: Мерседес Лаки
- Mercedes Lackey's Elemental Masters (меджуавторски проект):
  - Air of Mystery (2012) – новела, в антологията „Elemental Magic: All-New Tales of the Elemental Masters“ (съст. Мерседес Лаки)
  - Air of Deception (2013)– разказ, в антологията „Elementary“ (съст. Мерседес Лаки)

#### Херкулес: Легендарните пътешествия (Hercules: The Legendary Journeys Universe)
Междуавторски проект
- Xena: Warrior Princess (междуавторски проект):
  - As Fate Would Have It (2001) – разказ, в антологията „The Further Adventures of Xena: Warrior Princess“ (съст. Мартин Х. Грийнберг)

#### Ловци на чудовища ООД (Monster Hunter International)
Автор: Лари Кория
- Monster Hunter International short fiction (междуавторски проект):
  - Mr. Natural (2017) – разказ, в антологията „The Monster Hunter Files“ (съст. Лари Кория и Браян Томас Шмид)

#### Речен свят (Riverworld)
Автор: Филип Хосе Фармър
- Quest to Riverworld – антология (съст. Филип Хосе Фармър):
  - If the King Like Not the Comedy (1993) – новела
„Ако кралят не хареса комедията“, в антологията „Пътешествия по речния свят“ (1993?), изд. „МетаФикшън“, съст. Филип Хосе Фармър, прев. Веселин Костов

#### Промяната / Събитието (The Change / The Event)
Автор: С. М. Стърлинг
2. Emberverse
- The New Normal (2015) – разказ, в антологията „The Change: Tales of Downfall and Rebirth“ (съст. С. М. Стърлинг)

#### Сага за Елрик или Елрик от Мелнибоне (The Elric Saga/ Elric of Melnibone)
Автор: Майкъл Муркок
- Elric (homage stories) – междуавторски проект:
  - The White Child (1994) – разказ, в антологията „Michael Moorcock's Elric: Tales of the White Wolf“ (съст. Ричард Джилиъм и Едуард Е. Креймър)

#### Флотата (The Fleet)
Междуавторски проект, обхващащ разкази и новели, публикувани в антологии със съставители Дейвид Дрейк и Бил Фосет.
1. The Fleet (1988) (антология):
- Bolthole (1988) – новела

2. Counterattack (1988) (антология):
- Lab Rats (1988) – разказ

3. Breakthrough (1989) (антология):
- Crossing the Line (1989) – разказ

4. Sworn Allies (1990) (антология)
- Full Circle (1990) – разказ

5. Total War (1990) (антология):
- Change Partners and Dance (1990) – разказ

6. Crisis (антология):
- The Mosquito (1991) – разказ

#### Военните години (The War Years)
Междуавторски проект
1. The Far Stars War – антология (съст. Бил Фосет):
- Volunteers (1990) – разказ

2. The Siege of Arista – антология (съст. Бил Фосет):
- Unreality (1991) – новела

3. The Jupiter War – антология (съст. Бил Фосет):
- Gold-Digging (1991) – новела

#### Крафтърови (The Crafters)
Междуавторски проект
1. The Crafters – антология (съст. Бил Фосет и Кристофър Сташеф):
- The Seeing Stone (1991) – разказ

2. Blessings and Curses – антология (съст. Бил Фосет и Кристофър Сташеф):
- Miss Crafter's School for Girls (1992)– разказ

#### Отвъд люлката (Beyond the Cradle)
Междуавторски проект
- Footprints in the Stars (2019) – антология (съст. Даниел Акли-Макфейл):
  - Building Blocks (2019) – разказ

#### Свят на крадци (Thieves' World)
Междуавторски проект
- Thieves' World: Turning Points – антология (съст. Лин Аби):
  - Doing the Gods' Work (2002) – новела
- Thieves' World: Enemies of Fortune – антология (съст. Лин Аби):
  - Consequences (2004) – новела

#### Омега яйцето (The Omega Egg)
Междуавторски проект
- The Search for Bob (2006) – разказ, част 13 от 17-те части на междуавторския роман „The Omega Egg“ (2007)

#### Свят на тъмнина (World of Darkness)
Междуавторски проект
- The Quintessential World of Darkness (1998) – антология (съст. Стюарт Уик и Анна Бренском):
  - The Muse (1998) – разказ

#### Митът за Ктулту (Cthulthu Mythos)
Междуавторски проект
- Антологии:
  - My Little Old One™ (2018) – разказ, в антология „The Cackle of Cthulhu“ (съст. Алекс Шварцман)

#### Военна станция (Battlestation)
Междуавторски проект
1. Battlestation (1992) – антология (съст. Дейвид Дрейк и Бил Фосет)
- Starlight (1992) – разказ

2. Vanguard (1993) – антология (съст. Дейвид Дрейк и Бил Фосет)
- Shooting Star (1993) – разказ

## Самостоятелни художествени произведения

### Романи и други
- License Invoked (2001) – с Робърт Асприн

### Сборници
- Stardates: Infinite Celebrations (1999) – с Джули Д'Арси и Сюзън Сайзмор (CD Rom)
- Cats Triumphant! (2012) – разкази за котки (ел. книга)
- A Circle of Celebrations (chapbook) (2014), изд. допълнено като „A Circle of Celebrations: The Complete Edition: Holiday Stories by Jody Lynne Nye“ (2015)
- Daring: Ten Young Adult Short Stories (2018) – разкази

### Разкази и повести
- Moon Shadows (1991) – повест, в антологията „Halflings, Hobbits, Warrows & Weefolk: A Collection of Tales of Heroes Short in Stature“
- The Father of His Country (1992), в антологията „Alternate Presidents“
- Well Worth the Money (1992), в антологията „Cats in Space and Other Places“
- Order in Heaven (1992), в антологията „The Gods of War“
- Way Out (1993) – с Бил Фосет, в антологията „More Whatdunits“
- The Party of the First Part (1994), в антологията „Deals with the Devil“
- Psychic Bats 1000 for Accuracy! (1994), в антологията „Alien Pregnant by Elvis“
- The Stuff of Legends (1994), в антологията „Dragon's Eye“
- Flicker (1995) – повест, в антологията „The Day the Magic Stopped“
- Muchness (1995), в антологията „Fantastic Alice“
- Sword Practice (1995) – повест, в антологията „Excalibur“
- Theme Music Man (1995), в антологията „Superheroes“
- The Growling (1995), в антологията „Chicks in Chainmail“
- Sunflower (1996), в антологията „In Celebration of Lammas Night“
- What? And Give Up Show Business? (1996), в антологията „Otherwere: Stories of Transformation“
- The Bridge Over the River Styx (1996), в антологията „Dante's Disciples“
- What's the Magic Word? (1996) – повест, в антологията „Don't Forget Your Spacesuit, Dear“
- Souvenirs and Photographs (1996) – повест, в антологията „Future Net“
- Sidhe Who Must Be Obeyed (1996), в антологията „The Many Faces of Fantasy“
- Calling Them Home (1996), в антологията „Space Opera“
- Take Me to Your Leader (1997), в антологията „First Contact“
- The Bicycle Messenger from Hell (1997), в антологията „Urban Nightmares“
- The Billion-Year Boys' Club (1997) – повест, в антологияра „Zodiac Fantastic“
- The Dancing Ring (1997), в антологията „Elf Fantastic“
- Bird Bones (1997), в антологията „Wizard Fantastic“
- The Old Fire (1998), в антологията „Did You Say Chicks?!“
- Queen of the Amazons (1998), в антологията „Alternate Generals“
- Power Corrupts (1998), в антологията „Mob Magic“
- Don't Break the Chain! (1999), в антологията „Chicks 'n Chained Males“
- Eagle's Eye (1999), в антологията „Flights of Fantasy“
- Spinning a Yarn (1999), в антологията „Twice Upon a Time“
- A Cat's Chance (1999), в антологията „Tails From the Pet Shop“
- Desperation Gulch (2000), в антологията „Guardian Angels: Heart-Warming Stories of Divine Influence and Protection“
- Riddle of the Sphinx (2000), в антологията „Twilight Tales Presents Daughter of Dangerous Dames“
- The Piper (2000) – повест, в антологията „Perchance to Dream“
- Casting Against Type (2000), в антологията „Such a Pretty Face“
- Conscript (2000) – повест, в антологията „Warrior Fantastic“
- Land Rush (2000), в антологията „Crafty Little Cat Crimes: 100 Tiny Cat Tale Mysteries“
- Rite of Passage (2001), в антологията „The Mutant Files“
- Father Noe's Bestiary (2001), в антологията „Creature Fantastic“
- Theory of Relativity (2001), в антологията „Past Imperfect“
- Everything to Order (2001), в антологията „Dracula in London“
- Purr Power (2001) – повест, в антологията „A Constellation of Cats“
- Sacrifices (2001) – повест, в антологията „Silicon Dreams“
- Night Hawks (2001), в антологията „Murder Most Romantic“
- Shore Excursion (program book) (2001), в антологията „Conjuration“
- The Haunted Patrol Car (2001), в антологията „Blood and Donuts“
- The Fiber of Being (2002) – повест, в антологията „Heaven and Hell: An Anthology of Whimsical Stories“
- Pyrats! (2002) – повест, в антологията „Oceans of Space“
- And So, ad Infinitum (2002), в антологията „Familiars“
- Even Tempo (2002), в антологията „Vengeance Fantastic“
- The Voice of Authority (2002) – повест, в антологията „Pharaoh Fantastic“
- Bottom of the Food Chain (2003) – повест, в антологията „Low Port“
- Field Trip (2003) – повест, в антологията „The Sorcerer's Academy“
- The Salem Trial (2003) – повест, в антологията „The Repentant“
- For Whom the Bell Tolled (2004), в антологията „The Magic Shop“
- Keeping It Real (2004), в антологията „Little Red Riding Hood in the Big Bad City“
- Trick (2004), в антологията „Spooks!“
- Defender of the Small (2004), в антологията „Turn the Other Chick“
- Cuckoo's Egg (2004) – повест, в антологията „Rotten Relations“
- Bubba Suey (2005), в антологията „International House of Bubbas“
- Wait 'Til Next Year (2005), в сп. „Galaxy's Edge“ (бр. 17, ноември)
- The Gift (2005), в антологията „Maiden, Matron, Crone“
- Rekindling the Light (2005), в антологията „In the Shadow of Evil“
- Sleeping Beauties (2005) – повест, в антологията „Magic Tails“
- Wait Until Next Year (2005), в антологията „Time After Time“
- Going Up? (2006), в антологията „Liftport: Opening Space to Everyone“, изд. и като Going Up (2017) в антология „Towering Yarns: Vol. 1: Space Elevator Short Stories“
- Nethan's Magic (2006), в антологията „Children of Magic“
- The Revenge of Chatty Cathy (2006), в антологията „The Magic Toybox“
- Superstition (2006), в антологията „Furry Fantastic“
- Ensuring the Succession (2007) – повест, в антологията „If I Were an Evil Overlord“
- Airborne (2007) – повест, в антологията „Army of the Fantastic“
- Kindred Spirits (2007), в антологията „Tales of the Red Lion“
- Sweet Threads (2008), в антологията „Fellowship Fantastic“
- Venus in Blue Jeans (2008), в антологията „Mystery Date“
- Virtually, a Cat (2008), в ел. сп. „Jim Baen's Universe“ (април)
- The Battle for Trehinnick's Garden (2008), в антология „Front Lines“
- Waiting for Evolution (2008) – повест, в антология „The Dimension Next Door“
- Altar Ego (2008), в антология „Enchantment Place“
- Another Learning Experience (2008), в антология „Witch High“
- No Good Deed (2006), в антология „Terribly Twisted Tales“
- Pat the Magic Dragon (2008), в антология „Here Be Dragons: Tales of DragonCon“
- There's No 'I' in 'Coven' (2009), в антология „Witch Way to the Mall“
- Roles We Play (2009), в антология „Gamer Fantastic
- Made Manifest (2009) – повест, в антология „Intelligent Design“
- Howl! (2009), в антология „Strip Mauled“
- Death Mask (2009), в антология „Zombie Raccoons & Killer Bunnies“
- Time Sharing (2010) – новела, в антология „Timeshares“
- Flying Saucerers (2010), в „Confabulated Tales“
- Overbite (2010) –повест, в антологията „Fangs for the Mammaries“
- Portrait of a Lady in a Monocle (2010), в антологията „Steampunk'd“
- Dance of Life (2010), в антологията „Love & Rockets“
- Clockworks (2011), в антологията „Hot and Steamy: Tales of Steampunk Romance“
- To Chaos And Back Again (2011), в антологията „Untold Adventures“
- The Very Next Day (2011), в антологията „Human for a Day“
- Lone Wolf (2012), в антологията „Westward Weird“
- Worm's Eye View (2012), в антологията „Unidentified Funny Objects“
- Small Sacrifices (2012), в „Cast of Characters“
- The Dreams of the Sea (2013), в антология „Shadows of the New Sun: Stories in Honor of Gene Wolfe“
- Insider Information (2013), в антология „Unidentified Funny Objects 2“
- Dawn of a New Day (2013), в антология „Doorways to Extra Time“
- Spectromancy (2013), в антология „Launchpad“ (ел. книга)
- An Imperium Pursuit (2014) – повест. в антология „Baen Books: Free Stories 2014“
- Lost Connections (2014), в антология „Bless Your Mechanical Heart“
- Purple Is the New Black (2014), в антология „One Horn to Rule Them All: A Purple Unicorn Anthology“
- Fifteen Percent (2014), в антология „It's Elemental“
- Infinite Drive (2014) – повест, в антология „Unidentified Funny Objects 3“
- Imperium Resource (2015), в антология „Baen Books: Free Stories 2015“ (ел. книга)
- Distant Cousins (2015), в антология „Cats in Space“
- A Chick Off the Old Block (2015), в антология „Chicks and Balances“
- Wandering Monsters (2015), в антология „Misunderstood“
- The Worm that Turned (2015) – повест, в антология „Unidentified Funny Objects 4“
- Mistletoe (2015), в антология „Naughty or Nice: A Holiday Anthology“
- Granted (2016), в антология „Decision Points“
- The Perfect Shoes (2016) – повест, в антология „Gaslight & Grimm: Steampunk Faerie Tales“
- Muse (2016), в антология „Dragon Writers“
- Rude Mechanicals (2016), в антология „Unidentified Funny Objects 5“
- Nemesis (2016), в антология „In a Cat's Eye“
- Destination: Uranus (2016), в антология „Flush Fiction 2“
- Mindjack (2016) – повест, в антология „Humanity 2.0“
- Rule the World (2017), в антология „Little Green Men—Attack!“
- The Scent of Truth (2017), в антология „Baker Street Irregulars: Thirteen Authors with New Takes on Sherlock Holmes“
- The Last Man on Earth (2017), в антология „If We Had Known“
- Imperium Impostor (2017), в антология „Infinite Stars“
- Sidekick (2017), в антология „Humans Wanted“
- Trouble in an Hourglass (2017), в антология „Straight Outta Tombstone“
- Easy As Pie (2017), в антология „Mech: Age of Steel“
- Under Pressure (2017), в антология „Submerged“
- Common Scents (2017), в антология „Unidentified Funny Objects 6“
- Dawn (2017) – с Ребека Моеста, в антология „Superpowers“
- A Helping Hand (2018), в антология „Star Destroyers“
- Mandala (2018), в антология „Undercurrents: An Anthology of What Lies Beneath“
- In the Heart of the Action (2018), в антология „Avatar Dreams: Scientific Visions of Avatar Technology“
- The Question That Matters (2018), в антология „Tales of Ruma: Stories Inspired by Greek & Roman Mythology“
- Spirits Calling (2018), в антология „After Punk: Steampowered Tales of the Afterlife“
- The Mantle of Gaia (2018), в антология „Earth“
- The Fires of Rome (2019), в антология „Release the Virgins“
- Away with the Fraires (2019), в антология „Unlocking the Magic“
- Falcon's Apprentice (2019), в антология „Swords, Sorcery, & Self-Rescuing Damsels“
- Building Blocks (2019), в антология „Footprints in the Stars“
- Myth Deeds (2019), в антология „Parallel Worlds: The Heroes Within“
- Slayer of Stars (2019)
- A New Biginning (2019), в антология „Across the Universe: Tales of Alternative Beatles“ (2019)
- Luna Sea (2020)
- The Phoenix's Place (2020)
- Liberty for All (2020)
- Body Double (2020)
- Writing on the Wall (2020)

## Документалистика

### Книги
- Once More, With Feeling: Revising Your Manuscript (Million Dollar Writing) (2019)

### Есета, статии и др.
- Dungeon Etiquette (1988) – статия, в „The Dragon“ (бр. 130)
- It Seemed Like a Good Idea at the Time (2000) – различни статии на изд. Avon Books
- How Robert Asprin and I Came to Be Writing New Myth-Adventures (2003), в сборника „Myth-Told Tales“ (с Робърт Лин Асприн)
- You Did What? (2004) – различни статии, изд. Avon Books
- My Imaginary Friend (2005), във „Farscape Forever!: Sex, Drugs and Killer Muppets“ (автор: Глен Йефет)
- Why Sydney Has No Social Life (2005), в антология „Alias Assumed“ (съст. Кевин Уайсман)
- Talent and the Socialism of Fear (2005), в „Totally Charmed“ (съст. Дженифър Крузи)
- Grand Master Anne McCaffrey: An Appreciation (2006), в антология „Nebula Awards Showcase 2006“ (съст. Гарднър Дозоа), за Ан Маккафри
- Advice for the Warlorn (2006), в антолгия „Battle of Azeroth: Adventure, Alliance and Addiction: Insights Into the World of Warcraft“ (съст. Бил Фосет)
- Report to Congress (2006), в антология „So Say We All: An Unauthorized Collection of Thoughts and Opinions on Battlestar Galactica“ (съст. Марк А. Олтман и Едуард Грос)
- Robert Lynn Asprin (2008), във фен сп. „Locus“ (бр. 570, юли), за Робърт Асприн
- Medium with a Message (2010), в антология „Nebula Awards Showcase 2010“ (съст. Бил Фосет)
- Hopelessly Devoted to Who (2010), в антология „Chicks Dig Time Lords: A Celebration of Doctor Who“ (съст. Лин М. Томас и Тара О'Ший)
- Afterword (Virtually, a Cat) (2010) – послепис, в антология „Gateways“ (съст. Елизабет Ан Хъл)
- Being a convention literary guest (2010), в SFWA Bulletin (т. 4, бр. 3, август-септ.)
- Conventional Wisdom: DragonCon (2011), в SFWA Bulletin (пролет)
- Conventional Wisdom: GenCon (2011), в SFWA Bulletin (лято)
- Conventional Wisdom: Small Cons (2011), в SFWA Bulletin (есен)
- Memory of Anne (2012), във фен сп. „Locus“ (бр. 612. януари), за Ан Маккафри
- Conventional Wisdom: Interview Gene Wolfe (2012), в SFWA Bulletin (зима)
- Conventional Wisdom: Writers Workshops (2012), в SFWA Bulletin (пролет)
- Conventional Wisdom: 1000 Cons (2012), в SFWA Bulletin (лято)
- Conventional Wisdom: Doing Business (2012), в SFWA Bulletin (есен)
- The McCaffrey Effect (2013) – с Бил Фосет, в „Dragonwriter: A Tribute to Anne McCaffrey and Pern“ (автор: Тод Маккафри), за Ан Маккафри
- Conventional Wisdom: Book Signings (2013), в SFWA Bulletin (зима)
- Introduction (2014) – увод, в Tales From High Hallack (Volume 1) (автор: Андре Нортън)
- Daiyenu (2014), в „World Fantasy Convention 2014“ (автор: Дженифър Дъстин)
- Saving Throws (2014), в антология „Chicks Dig Gaming: A Celebration of All Things Gaming by the Women Who Love it“ (съст. Катрин Валенте, Шонан Макгайър и др.)
- Introduction (2015) – увод, в „Apocalypse Girl Dreaming“ (автор: Дженифър Брозек)
- Foreword (2015) – увод, в „A Circle of Celebrations: The Complete Edition“
- Pros and Cons: How Authors Can Make the Most of a Convention Appearance (2016) – с Бил Фосет
- On Star Trek (2017), в антология „Time Lords & Tribbles, Winchesters & Muggles“ (съст. Изабела Меникиело и П. Бут)
- Illusion (2018), в антология „L. Ron Hubbard Presents Writers of the Future“ (Vol. 34) (съст. Дейвид Фарланд)
- In the Heart of the Action (2018), в антология „Avatar X-Prize“
- Tor Minis: An Announcement (2018) – с Бил Фосет, в сп. „Galaxy Edge“ (бр. 30, януари)

### Рецензии
В сътрудничество с Бил Фосет
- Starship Troopers (1987) by Robert A. Heinlein
- Nightwings (2013) by Robert Silverberg, за Робърт Силвърбърг
- Coming Home (2015) by Jack McDevitt
- Into the Hinterlands (2015) by David Drake and John Lambshead
- Into the Maelstrom (2015) by David Drake and John Lambshead
- The Stars My Destination (2015) by Alfred Bester
- Time's Mistress (2015) by Steven Savile
- Vigilantes (2015) by Kristine Kathryn Rusch
- Ancillary Sword (2015) by Ann Leckie
- Running From the Night (2015) by R. J. Terrell
- Skin Game (2015) by Jim Butcher
- The Dark Between the Stars (2015) by Kevin J. Anderson
- The Goblin Emperor (2015) by Katherine Addison
- The Grace of Kings (2015) by Ken Liu
- Haunting Investigation (2015) by Chelsea Quinn Yarbro
- Joe Steele (2015) by Harry Turtledove
- Lord of Light (2015) by Roger Zelazny
- The Darkside War (2015) by Zachary Brown
- Virtues of War (2015) by Bennett R. Coles
- 1636: The Cardinal Virtues (2015) by Eric Flint and Walter Hunt
- A Wrinkle in Time (2015) by Madeleine L'Engle
- Clockwork Lives (2015) by Kevin J. Anderson and Neil Peart
- Googolplex (2015) by KG Johansson
- Legends of the Dragon: Volume 1 (2015) by uncredited
- Book Reviews (2015), в сп. „Galaxy's Edge“ (бр. 14, май)
- Book Reviews (2015), пак там (бр. 15, юли)
- Review of Ramadi Declassified (Deane & Niles) (2016), пак там (бр. 20. май)
- BS: BlindSpot Magazine (2016), пак там (бр. 22, септември)
- Recommended Books (2016), пак там (бр. 23, ноември)
- A Crucible of Souls (2016) by Mitchell Hogan
- Dogs and Dragons (2016) by Joy Ward
- Dragonflight (2016) by Anne McCaffrey
- Interstellar Net: Enigma (2016) by Edward M. Lerner
- Senior Year Bites (2016) by J. A. Campbell
- Bone Labyrinth (2016) by James Rollins
- Off Armageddon Reef (2016) by David Weber
- Terra Incognito (2016) by Richard C. White
- The Incomplete Enchanter (2016) by L. Sprague de Camp and Fletcher Pratt
- City of Angels (2016) by Todd McCaffrey
- Gentleman Jole and the Red Queen (2016) by Lois McMaster Bujold
- Rogue Retrieval (2016) by Dan Koboldt
- Altered America: Steampunk Stories (2016) by Cat Rambo
- Dragons Droids and Doom (2016) by Iulian Ionescu and Frederick Doot
- Familiar Spirits (2016) by Donald J. Bingle
- Meet Me in Atlantis (2016) by Mark Adams
- Shattered Spear (2016) by Jack Campbell
- The Colour of Magic (2016) by Terry Pratchett, за Тери Пратчет
- The House of Daniel (2016) by Harry Turtledove
- Visitor (2016) by C. J. Cherryh
- Traveler of Worlds: Conversations with Robert Silverberg (2016) by Alvaro Zinos-Amaro and Robert Silverberg
- Blood in the Water (2016) by Taylor Anderson
- City of Death (2016) by James Goss and Douglas Adams
- The Dragon Hammer (2016) by Tony Daniel
- The Hobbit (2016) by J. R. R. Tolkien, за Дж. Р. Р Толкин
- The Kidnap Plot (2016) by Dave Butler
- Altered Starscape (2016) by Ian Douglas
- Into the Guns (2016) by William C. Dietz
- Beggars in Spain (2016) by Nancy Kress
- Son of the Black Sword (2016) by Larry Correia – за Лари Кория
- The Guns of Empire (2016) by Django Wexler
- The Thirteenth Man (2016) by J. L. Doty
- The Wild Harmonic (2016) by Beth W. Patterson
- thirteen fourteen fifteen o'clock (2016) by David Gerrold
- A Taste of Honey (2017) by Kai Ashante Wilson
- Science Fiction by Scientists (2017) by Michael Brotherton
- The American Adventures (2017) by Justin Richards
- The Dead Seekers (2017) by Barb Hendee and J. C. Hendee
- The Fantasy Illustration Library, Volume Two: Gods & Goddesses (2017) by Michael C. Phifer and Malcolm R. Phifer
- The Heart of What Was Lost (2017) by Tad Williams
- The Once and Future King (2017) by T. H. White
- 1636: The Ottoman Onslaught (2017) by Eric Flint
- Archangel (2017) by Margaret Fortune
- Avengers of the Moon (2017) by Allen Steele
- Callahan's Crosstime Saloon (2017) by Spider Robinson
- Nova (2017) by Margaret Fortune
- The Collapsing Empire (2017) by John Scalzi
- A Sword into Darkness (2017) by Thomas A. Mays
- Lord of the Two Lands (2017) by Judith Tarr
- Spymaster (2017) by Margaret Weis and Robert Krammes
- Vanguard (2017) by Jack Campbell
- Voyages (2017) by Mike Resnick – за Майк Резник
- Walkaway (2017) by Cory Doctorow
- A Fading Sun (2017) by Stephen Leigh
- Checking On Culture: An Aid to Building Story Background (2017) by Lee Killough
- Dark Victory (2017) by Brendan DuBois
- Red Vengeance (2017) by Brendan DuBois
- The Berlin Project (2017) by Gregory Benford
- The Cityborn (2017) by Edward Willett
- The Last Unicorn (2017) by Peter S. Beagle
- Time Machine Tales: The Science Fiction Adventures and Philosophical Puzzles of Time Travel (2017) by Paul J. Nahin
- Babylon's Ashes (2017) by James S. A. Corey
- Fallout (2017) by Harry Turtledove
- Grunge (2017) by Larry Correia and John Ringo
- Iron Dragoons (2017) by Richard Fox – за Ричард Фокс
- Mars Girls (2017) by Mary Turzillo
- Terminal Alliance (2017) by Jim C. Hines
- The Changeling (2017) by Victor LaValle
- The Hammer of Thor (2017) by Rick Riordan
- Walkaway (2017) by Cory Doctorow
- Review: The Safehold Series by Dave Weber (2017), в сп. „Galaxy's Edge“ (бр. 27, юли)
- Recommended Books, the Dragon Awards (2017), пак там (бр. 29, ноември)
- review of nongenre novel: To the Shores of Tripoli by Jonathan P. Brazee (2018), пак там (бр. 31, март)
- Recommended Books (2018), пак там (бр. 33 юли)
- Review of nongenre nonfiction: Read This If You Want to Be a Great Writer by Ross Raisen (2018), пак там (бр. 33, юли)
- Review of nongenre nonfiction: Techniques of the Selling Writer by Dwight V. Swain (2018), пак там (бр 33, юли)
- Book Recommendations (2018), пак там (бр. 35, ноември)
- Iron Angels (2018) by Eric Flint and Alistair Kimble
- The Brightest Fell (2018) by Seanan McGuire
- The Complete Sookie Stackhouse Stories (2018) by Charlaine Harris
- Valiant Dust (2018) by Richard Baker
- Vallista (2018) by Steven Brust
- All Those Explosions Were Someone Else's Fault (2018) by James Alan Gardner
- Child of a Mad God (2018) by R. A. Salvatore – за Р. А. Салваторе
- Cobra Traitor (2018) by Timothy Zahn
- Mississippi Roll (2018) by George R. R. Martin – за Джордж Р. Р. Мартин
- Tastes Like Chicken (2018) by Kevin J. Anderson
- The Infernal Battalion (2018) by Django Wexler
- The Spark (2018) by David Drake – за Дейвид Дрейк
- The Sword of Midras (2018) by Tracy Hickman and Richard Garriott
- Another Fine Myth (2018) by Robert Asprin
- Chasing Shadows: Visions of Our Coming Transparent World (2018) by David Brin and Stephen W. Potts
- Dayfall (2018) by Michael David Ares
- L. Ron Hubbard Presents Writers of the Future, Volume 34 (2018) by David Farland – за Дейвид Фарланд
- Meet Me in the Strange (2018) by Leander Watts
- Mission to Methoné (2018) by Les Johnson
- Pacifica (2018) by Kristen Simmons
- Though Hell Should Bar the Way (2018) by David Drake – за Дейвид Дрейк
- Brief Cases (2018) by Jim Butcher
- Outpost (2018) by W. Michael Gear
- Stars Uncharted (2018) by S. K. Dunstall
- The Dark Arrow of Time (2018) by Massimo Villata
- The Long Sunset (2018) by Jack McDevitt
- The Mutineer's Daughter (2018) by Chris Kennedy and Thomas A. Mays
- Witchy Winter (2018) by D. J. Butler
- Avatar Dreams (2018) by Kevin J. Anderson and Mike Resnick and Harry Doc Kloor
- Low Chicago (2018) by George R. R. Martin
- Privateer (2018) by Margaret Weis and Robert Krammes
- The Boy from Tomorrow (2018) by Camille DeAngelis
- The Finest Challenge (2018) by Jean Rabe
- The Stars Now Unclaimed (2018) by Drew Williams
- Zion's Fiction: A Treasury of Israeli Speculative Literature (2018) by Sheldon Teitelbaum and Emanuel Lottem
- Ball Lightning (2018) by Cixin Liu
- Frankenstein, or the Modern Prometheus (2018) by Mary Wollstonecraft Shelley
- Mecha Samurai Empire (2018) by Peter Tieryas
- The War in the Dark (2018) by Nick Setchfield
- Wild Hunger (2018) by Chloe Neill
- Recommended Books (2019), в сп. „Galaxy's Edge“ (бр. 36, януари)
- Book Recommendations (2019), пак там (бр. 37, март)